# امامزادة تقي (مقاطعة فومن)
امامزادة تقي (بالفارسية: امامزاده تقی) هي قرية تقع في غيلان في إيران. يقدر عدد سكانها بـ 378 نسمة بحسب إحصاء 2016.